# 17 Pine Avenue
17 Pine Avenue é um álbum da banda de rock country New Riders of the Purple Sage, lançado em 6 de março de 2012.
17 Pine Avenue é o segundo álbum de estúdio dos New Riders e o terceiro álbum em geral. Como no álbum anterior da banda, Where I Come From, sete das doze músicas foram compostas por Nelson, com letras de Robert Hunter, que escreveu muitas letras da Grateful Dead.

## Lista de músicas
| Críticas profissionais | Críticas profissionais |
| Avaliações da crítica  | Avaliações da crítica  |
| Fonte                  | Avaliação              |
| ---------------------- | ---------------------- |
| AllMusic               | [ 3 ]                  |

1. "Prisoner of Freedom" (David Nelson, Robert Hunter) – 5:27
2. "Message in a Bottle" (Nelson, Hunter) – 4:02
3. "Fivio" (Nelson, Hunter) – 5:56
4. "Just the Way It Goes" (Michael Falzarano) – 4:27
5. "17 Pine Avenue" (Nelson, Hunter) – 5:14
6. "Down for the Ride" (Johnny Markowski) – 3:56
7. "No Time" (Nelson, Hunter) – 5:32
8. "Shake That Thing" (Ronnie Penque) – 4:47
9. "Suite at the Mission" (Nelson, Hunter) – 7:50
10. "I Know There's Someone Else" (Markowski) – 3:41
11. "Six of One" (Nelson, Hunter) – 4:50
12. "Truth Is Dead" (tradicional, composto por NRPS, escrito por Falzarano) – 3:31